# Muhammad Ferarri
Muhammad Ferarri (* 21. Juni 2003 in Jakarta) ist ein indonesischer Fußballspieler.

## Karriere

### Verein
In seiner Jugend war Muhammad Ferarri für die heimischen Vereine Zico FC, TopSkor Indonesia, Persikabo 1973 sowie Persija Jakarta aktiv. Bei letzterem gab er am 24. September 2021 sein Erstligadebüt gegen Persela Lamongan, als er beim 2:1-Heimsieg in der 85. Minute für Alfriyanto Nico eingewechselt wurde. In der Saison 2022/23 konnte er mit dem Hauptstadtverein unter dem deutschen Trainer Thomas Doll die Vizemeisterschaft feiern und eine Spielzeit später erreichte man das Halbfinale des nationalen Pokals.

### Nationalmannschaft
Seit 2022 ist Ferrari für diverse indonesische Jugendnationalmannschaften aktiv und bestritt bisher 34 Partien, in denen er sieben Treffer erzielen konnte. Mit der U-22-Auswahl gewann er 2023 die Goldmedaille bei den Südostasienspielen in Kambodscha, als man im Finale Thailand mit 5:2 nach Verlängerung besiegte.
Sein Länderspieldebüt für die A-Nationalmannschaft gab Ferrari am 27. September 2022 in einem Freundschaftsspiel gegen Curaçao. Beim 2:1-Heimsieg im Pakansari Stadium auf der Insel Java wurde er in der 73. Minute für Saddil Ramdani eingewechselt.

## Erfolge
U-22-Nationalmannschaft
- Goldmedaille bei den Südostasienspielen: 2023